# 27 novembre
Il 27 novembre è il 331º giorno del calendario gregoriano (il 332º negli anni bisestili). Mancano 34 giorni alla fine dell'anno.

## Eventi
- 399 – Elezione di papa Anastasio I
- 1095 – Papa Urbano II convoca la Prima crociata durante il celebre appello al Concilio di Clermont.
- 1703 – Il primo Faro di Eddystone viene distrutto da una tempesta
- 1798 – Si combatte la battaglia di Terni tra l'esercito della Prima Repubblica francese e quello del Regno di Napoli.
- 1830 – Apparizione mariana in rue du Bac e rivelazione della Medaglia miracolosa
- 1839 – A Boston (Massachusetts) viene fondata la American Statistical Association
- 1863 – Guerra di secessione americana: il comandante della cavalleria confederata John Hunt Morgan e diversi dei suoi uomini evadono dalla prigione di Stato dell'Ohio e tornano sani e salvi al Sud
- 1868 – Guerre indiane: battaglia del Washita – George Armstrong Custer, tenente colonnello dell'esercito statunitense, guida un attacco contro un gruppo di pacifici Cheyenne che vivono nelle riserve
- 1895 – Alfred Nobel sottoscrive il proprio testamento, con il quale istituisce i riconoscimenti oggi noti come Premi Nobel.
- 1912 – La Spagna dichiara un protettorato sulle coste settentrionali del Marocco
- 1922 – Howard Carter e Lord Carnarvon diventano le prime persone dell'era moderna a entrare nella tomba del faraone egiziano Tutankhamon
- 1940 – In Romania le Guardie di Ferro del generale Ion Antonescu arrestano e giustiziano oltre 60 degli aiutanti del re in esilio Carlo II di Romania, compresi ex ministri e il noto storico Nicolae Iorga
- 1941 – Con la resa di Gondar, l'Italia perde l'Africa Orientale
- 1944 – Si conclude la battaglia di Peleliu
- 1957 – Guerra fredda: il primo ministro indiano Jawaharlal Nehru si appella a Stati Uniti e Unione Sovietica per cessare i test nucleari e iniziare il disarmo nucleare, dichiarando che una tale azione "salverebbe l'umanità dal disastro finale"
- 1965 – Guerra del Vietnam: il Pentagono dice al presidente statunitense Lyndon B. Johnson che, per far sì che le operazioni pianificate abbiano successo, il numero di soldati americani in Vietnam deve essere incrementato da 120.000 a 400.000
- 1971 – La sonda russa Mars 2 raggiunge Marte, ma non ottiene alcun dato utile
- 1973 – Il Senato degli Stati Uniti vota 92 a 3 per la conferma di Gerald Ford come vicepresidente degli Stati Uniti (il 6 dicembre la Camera lo confermerà con 387 voti a 35)
- 1978
  - A San Francisco, il sindaco George Moscone e il supervisore cittadino Harvey Milk vengono assassinati dall'ex supervisore Dan White
  - Si costituisce come partito politico il Partito dei Lavoratori del Kurdistan (PKK), sotto la guida di Abdullah Öcalan
- 1982 – A San Benedetto del Tronto il treno Milano-Taranto (nominato Freccia del Levante) entrando in stazione si immette su un binario nel quale sono in corso dei lavori e deraglia piombando sul viale del corso cittadino: muoiono due persone, i feriti sono 32
- 1990
  - Il Partito Conservatore britannico sceglie John Major come successore di Margaret Thatcher a primo ministro del Regno Unito
  - Unione europea: l'Italia firma gli Accordi di Schengen
- 1991 – Il Consiglio di sicurezza delle Nazioni Unite adotta la Risoluzione ONU 721, che porta alla creazione di operazioni di peacekeeping in Jugoslavia
- 1998 – La console Sega Dreamcast viene rilasciata in Giappone
- 2002
  - Nazioni Unite: Hans Blix diventa responsabile degli ispettori inviati in Iraq nell'ambito della Risoluzione ONU 1441 riguardante le armi di distruzione di massa detenute da quel paese, mentre Muhammad al-Barade'i diventa capo degli ispettori ONU e della IAEA nell'ambito della stessa Risoluzione ONU 1441 per il disarmo delle armi di distruzione di massa.
  - Primi casi noti di SARS (Severe acute respiratory syndrome)
  - Esce nelle sale cinematografiche statunitensi il film Il pianeta del tesoro, 43º Classico Disney
- 2005 – Il fiume Tevere esonda in Umbria e a Roma raggiunge i 12 metri, livello record secondo solo ai 12 metri e 41 centimetri del 1986
- 2008 – Attacchi terroristici in India, fra le cui vittime si contano un italiano morto e altri 7 in ostaggio

## Nati
Ci sono circa 1 030 voci su persone nate il 27 novembre; vedi la pagina Nati il 27 novembre per un elenco descrittivo o la categoria Nati il 27 novembre per un indice alfabetico.

## Morti
Ci sono circa 490 voci su persone morte il 27 novembre; vedi la pagina Morti il 27 novembre per un elenco descrittivo o la categoria Morti il 27 novembre per un indice alfabetico.

## Feste e ricorrenze

### Religiose
Cristianesimo:
- Beata Vergine della medaglia miracolosa
- Sant'Acario di Noyon e Tournai, vescovo
- Sant'Apollinare di Montecassino, abate
- Santa Bililde, duchessa
- Sant'Eusicio, eremita a Celles
- Santi Facondo e Primitivo, martiri in Galizia
- San Fergus il Pitto, vescovo
- San Giacomo l'Interciso, martire
- San Gustavo di Rhuys (o Gustano o Guistano), monaco benedettino
- San Laverio martire a Grumento
- San Massimo di Riez, vescovo
- San Siffredo di Carpentras, vescovo
- San Teodosio di Turnovo, anacoreta
- San Valeriano di Aquileia, vescovo
- San Virgilio di Salisburgo, vescovo
- Beato Bartolomeo Xeki, laico, martire
- Beato Bernardino da Fossa, francescano
- Beato Bronislaw Kostkowski, seminarista e martire
- Beati Tommaso Koteda Kiuni e compagni, martiri
- Beato Valentino Gil Arribas, coadiutore salesiano, martire

Religione romana antica e moderna:
- Ludi Sarmatici, terzo giorno

## Geografia
- Distretto di Veintisiete de Noviembre, distretto del Perù nella provincia di Huaral